# Krukowiecki (herb baronowski)
Krukowiecki – polski herb baronowski i hrabiowski, odmiana herbu Pomian, nadany wraz z tytułem w Galicji.

## Opis herbu
Opisy stworzone zgodnie z klasycznymi zasadami blazonowania:
Herb prosty: W polu błękitnym głowa żubrza czarna przeszyta mieczem srebrnym w lewo skos. Na tarczy korona baronowska.
Herb złożony: Tarcza czwórdzielna w krzyż z tarczą sercową. W polu I błękitnym, głowa żubrza czarna, przeszyta mieczem srebrnym od góry w lewo skos; w polu II złotym, orzeł dwugłowy, czarny o językach czerwonych, na piersi którego cyfra I II (Józef II); w polu III czerwonym, ryba srebrna w pas (Pierzcha); w polu IV, czerwonym trzy kopie złote o grotach srebrnych w gwiazdę (Jelita); w polu V złotym, topór srebrny o rękojeści brązowej (Topór). Nad tarczą korona hrabiowska. Nad nią pięć hełmów z klejnotami: I ramię zbrojne z mieczem w dłoni srebrne, labry czarne, podbite błękitem; II orzeł jak na tarczy, labry czarne, podbite złotem; III pióra pawie, po bokach dwa klucze zębem na zewnątrz i ku górze, złote, labry czerwone, pobite srebrem; IV połukoza brunatna w lewo, labry czerwone srebrem; V topór w skos, labry czerwone, podbite srebrem. Trzymacze: po obu stronach tarczy - dwa lamparty o językach czerwonych.

## Najwcześniejsze wzmianki
Nadany 25 marca 1780 Piotrowi z Ziemblic Krukowieckiemu herbu Pomian z predykatem wohlgeboren (wielmożny). Podstawą nadania był patent szlachectwa z 1775 oraz poświadczenie szlachectwa przez trzech magnatów. Ten sam Piotr otrzymał 6 maja 1784 tytuł hrabiowski, ale już w 1783 posługiwał się herbem złożonym.

## Symbolika
Orzeł z II pola symbolizuje przywiązanie obdarowanego do osoby cesarza Józefa II. Pozostałe pola oddają związki rodzinne obdarowanego. Jego babka ojczysta, Krystyna Piasecka, była herbu Pierzcha. Jego matka, Teofila Bonin-Sławianowska - herbu Jelita, zaś babka macierzysta - Rozalia Hinek - herbu Topór.

## Herbowni
Jedna rodzina herbownych:
freiherr von Ziemblice-Krukowiecki.